# Vela nos Jogos Olímpicos de Verão de 1964 - Star
As provas da classe Star da vela nos Jogos Olímpicos de Verão de 1964 ocorreram entre 12 e 23 de outubro daquele ano na Baía de Sagami, na prefeitura de Kanagawa, no Japão. O programa compunha oito regatas. Para esta classe, houve 34 velejadores, em 17 barcos, de 17 nações inscritas.

## Medalhistas
A dupla bahamense Durward Knowles e Cecil Cooke finalizou a competição em primeiro lugar, conquistando a medalha de ouro. A prata firmou-se com os estadunidenses Richard Stearns e Lynn Williams. Por fim, a medalha de bronze ficou com a dupla Pelle Pettersson e Holger Sundström, da Suécia.
|  | BAH Bahamas                 |  | USA Estados Unidos            |  | SWE Suécia                        |
|  | Durward Knowles Cecil Cooke |  | Richard Stearns Lynn Williams |  | Pelle Pettersson Holger Sundström |

## Resultados
Estes foram os resultados da competição:
| Pos.              | No.     | Embarcação     | Nação                  | Tripulação                                          | Regata I | Regata I | Regata II | Regata II | Regata III | Regata III | Regata IV | Regata IV | Regata V | Regata V | Regata VI | Regata VI | Regata VII | Regata VII | Total | Pontos |
| Pos.              | No.     | Embarcação     | Nação                  | Tripulação                                          | Pts.     | Pos.     | Pts.      | Pos.      | Pts.       | Pos.       | Pts.      | Pos.      | Pts.     | Pos.     | Pts.      | Pos.      | Pts.       | Pos.       | Total | Pontos |
| ----------------- | ------- | -------------- | ---------------------- | --------------------------------------------------- | -------- | -------- | --------- | --------- | ---------- | ---------- | --------- | --------- | -------- | -------- | --------- | --------- | ---------- | ---------- | ----- | ------ |
| Medalha de ouro   | BA–4789 | Gem            | BAH Bahamas            | Durward Knowles Cecil Cooke                         | 1        | 1331     | 5         | 632       | DNF        | 101†       | 6         | 553       | 1        | 1331     | 1         | 1331      | 7          | 486        | 5765  | 5664   |
| Medalha de prata  | US–4841 | Glider         | USA Estados Unidos     | Richard Stearns Lynn Williams                       | 7        | 486      | 8         | 428†      | 1          | 1331       | 2         | 1030      | 3        | 854      | 3         | 854       | 2          | 1030       | 6013  | 5585   |
| Medalha de bronze | S–4704  | Humbug V       | SWE Suécia             | Pelle Pettersson Holger Sundström                   | 9        | 377      | 10        | 331†      | 2          | 1030       | 1         | 1331      | 2        | 1030     | 2         | 1030      | 4          | 729        | 5858  | 5527   |
| 4                 | L–4779  | Squid III      | FIN Finlândia          | Peter Tallberg Henrik Tallberg                      | 2        | 1030     | 4         | 729       | 3          | 854        | 4         | 729       | 4        | 729      | 8         | 428†      | 1          | 1331       | 5830  | 5402   |
| 5                 | SR–4773 | Taifun         | URS União Soviética    | Timir Pinegin Fyodor Shutkov                        | 3        | 854      | 1         | 1331      | DNF        | 101†       | 5         | 632       | 10       | 331      | 4         | 729       | 8          | 428        | 4406  | 4305   |
| 6                 | G–4871  | Bellatrix XIII | EUA Equipe Alemã Unida | Bruno Splieth Karsten Meyer                         | 5        | 632      | 3         | 854       | 4          | 729        | 3         | 854       | 6        | 553†     | 6         | 553       | 6          | 553        | 4728  | 4175   |
| 7                 | KC–4736 | Glisten        | CAN Canadá             | Dave Miller William West                            | 4        | 729      | 14        | 185†      | 5          | 632        | 8         | 428       | 11       | 290      | 5         | 632       | 3          | 854        | 3750  | 3565   |
| 8                 | P–3870  | Faneca         | POR Portugal           | Duarte de Almeida Bello Fernando Pinto Coelho Bello | 6        | 553      | 2         | 1030      | DNF        | 101†       | 9         | 377       | 7        | 486      | 12        | 252       | 5          | 632        | 3431  | 3330   |
| 9                 | Z–4627  | Ali-Baba IX    | SUI Suíça              | Hans Bryner Urs-Ulrich Bucher                       | 12       | 252      | 7         | 486       | DSQ        | 0†         | 7         | 486       | 8        | 428      | 10        | 331       | 9          | 377        | 2360  | 2360   |
| 10                | KA–3922 | Maryke         | AUS Austrália          | Martinus Visser Thomas Owens                        | 8        | 428      | 16        | 127       | DNF        | 101†       | 10        | 331       | 5        | 632      | 7         | 486       | 12         | 252        | 2357  | 2256   |
| 11                | BL–3910 | Clementine V   | BRA Brasil             | Harry Adler Luiz Ramos                              | 10       | 331      | 6         | 553       | DNF        | 101†       | 12        | 252       | 9        | 377      | 9         | 377       | 10         | 331        | 2322  | 2221   |
| 12                | A–4582  | Rampage        | ARG Argentina          | Roberto Sieburger Arnoldo Pekelharing               | 14       | 185      | 15        | 155       | 6          | 553        | 16        | 127†      | 12       | 252      | 13        | 218       | 15         | 155        | 1645  | 1518   |
| 13                | J–4332  | Mita II        | JPN Japão              | Masayuki Ishii Takafumi Okubo                       | 15       | 155      | 11        | 290       | 7          | 486        | 13        | 218       | 13       | 218      | 16        | 127       | DSQ        | 0†         | 1494  | 1494   |
| 14                | MX–4858 | Nausikaa 4     | MEX México             | Carlos Braniff Andrés Gerard                        | 11       | 290      | 9         | 377       | DNF        | 101†       | 15        | 155       | 16       | 127      | 14        | 185       | 11         | 290        | 1525  | 1424   |
| 15                | I–4484  | Umberta V      | ITA Itália             | Luigi Croce Luigi Saidelli                          | 13       | 218      | 12        | 252       | DNF        | 101†       | 11        | 290       | 15       | 155      | 11        | 290       | 13         | 218        | 1524  | 1423   |
| 16                | V–4906  | Espuma del Mar | VEN Venezuela          | Daniel Camejo Octavio Juan Feld                     | 16       | 127†     | 13        | 218       | 8          | 428        | 14        | 185       | 14       | 185      | 15        | 155       | 14         | 185        | 1483  | 1356   |
| 17                | CA–4143 | Gyoshu II      | CAM Camboja            | An Dandara Kim Tal                                  | 17       | 101      | DNF       | 101       | DNS        | 0†         | DNS       | 0         | DNS      | 0        | DNS       | 0         | DNS        | 0          | 202   | 202    |

### Classificação diária

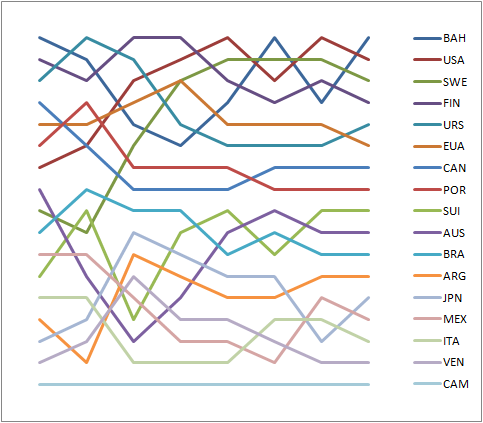
Gráfico mostrando a classificação diária na classe.